# Bjørn Otto Bragstad
Bjørn Otto Bragstad (født 15. januar 1971 i Trondheim, Norge) er en norsk tidligere fodboldspiller (midterforsvarer).
De første 12 sæsoner af sin karriere tilbragte Bragstad hos Rosenborg BK i sin fødeby. Her var han med til at vinde hele ti norske mesterskaber og tre pokaltitler i en periode, hvor Rosenborg var den ubedstridte magtfaktor i norsk fodbold. Herefter skiftede han til engelsk fodbold, hvor han de kommende sæsoner spillede for henholdsvis Derby County og Birmingham City. Han afsluttede karrieren i Østrig hos SW Bregenz.
Bragstad spillede desuden 15 kampe for det norske landshold, som han debuterede for 20. januar 1999 i en venskabskamp mod Israel. Han var en del af den norske trup til EM i 2000 i Belgien/Holland, og var på banen i alle nordmændenes kampe i turneringen, hvor holdet blev slået ud efter det indledende gruppespil.

## Titler
Norsk mesterskab
- 1990, 1992, 1993, 1994, 1995, 1997, 1998, 1999, 2000 og 2001 med Rosenborg

Norsk pokalturnering
- 1992, 1995 og 1999 med Rosenborg